# John Bosco Auram
John Bosco Auram (* 19. Oktober 1972 in Kandoka, West New Britain Province, Papua-Neuguinea) ist ein papua-neuguineischer Geistlicher und römisch-katholischer Bischof von Kimbe.

## Leben
John Bosco Auram besuchte das Knabenseminar in Ulapia und studierte anschließend am Priesterseminar Sacred Heart in Rapolo. Am 17. Januar 2004 empfing er das Sakrament der Priesterweihe für das Bistum Kimbe. Damit war er erst der zweite Priester, der für das wenige Monate zuvor errichtete Bistum geweiht wurde.
Nach einem Jahr als Kaplan an der Kathedrale von Kimbe war er von 2005 bis 2007 Subregens des Knabenseminars und anschließend bis 2008 des Priesterseminars in Vanimo. Nach einigen Monaten in der Pfarrseelsorge war er von 2009 bis 2011 als Erzieher und Professor an den beiden Seminaren tätig, die er vor seiner Priesterweihe selbst besucht hatte. Von 2012 bis 2013 studierte er am Priesterbildungsinstitut in Omaha und am Athenaeum Regina Apostolorum in Rom. Nach erneuter Seelsorgetätigkeit und Mitarbeit in der Priesterausbildung studierte er von 2016 bis 2019 Pastoraltheologie an der Universität des heiligen Thomas von Aquin in Manila, wo er das Lizenziat erwarb und während seines Aufenthaltes Spiritual des Priesterseminars von Manila war. Anschließend war er bis zu seiner Ernennung zum Bischof bevollmächtigter Rektor des Propädeutikums in Rapolo.
Am 18. Oktober 2019 ernannte ihn Papst Franziskus zum Bischof von Kimbe. Die Bischofsweihe spendete ihm der Erzbischof von Rabaul, Francesco Panfilo SDB, am 25. Januar des folgenden Jahres. Mitkonsekratoren waren der Erzbischof von Port Moresby, John Kardinal Ribat MSC, und sein Amtsvorgänger William R. Fey OFMCap.